# Бжозув (Соколовський повіт)
Бжозув (пол. Brzozów) — село в Польщі, у гміні Соколів-Підляський Соколовського повіту Мазовецького воєводства.
Населення — 163 особи (2011).
У 1975-1998 роках село належало до Седлецького воєводства.

## Демографія
Демографічна структура станом на 31 березня 2011 року:
|          | Загалом | Допрацездатний вік | Працездатний вік | Постпрацездатний вік |
| -------- | ------- | ------------------ | ---------------- | -------------------- |
| Чоловіки | 80      | 16                 | 52               | 12                   |
| Жінки    | 83      | 14                 | 52               | 17                   |
| Разом    | 163     | 30                 | 104              | 29                   |